# Kapan
Kapan (armeniska: Կապան), till 1991 känd som (armeniska: Ղափան: Ghapan; ryska: Кафан: Kafan), är huvudorten i Siunikprovinsen i södra Armenien. År 2010 beräknades stadens invånarantal till 45 711 personer. Staden är den mest befolkade i Sjunikprovinsen och södra Armenien.
Terrängen runt Kapan är kuperad åt nordost, men åt sydväst är den bergig. Kapan ligger nere i en dal. Kapan är det största samhället i trakten. 
Omgivningarna runt Kapan är en mosaik av jordbruksmark och naturlig växtlighet. Runt Kapan är det ganska glesbefolkat, med 42 invånare per kvadratkilometer.

## Sport
- Gandzasar FK (fotbollsklubb)